# Ductos de Müller
Os ductos de Müller ou ductos paramesonéfricos são um par de ductos do embrião que descem a partir da porção lateral da crista urogenital até à eminência Mülleriana, no seio urogenital primitivo. Nas mulheres, desenvolvem-se para formar as trompas de Falópio, útero, cérvix, e um terço superior da vagina, desaparecendo nos homens. Estes ductos formam-se a partir de tecido mesodérmico.

## Desenvolvimento

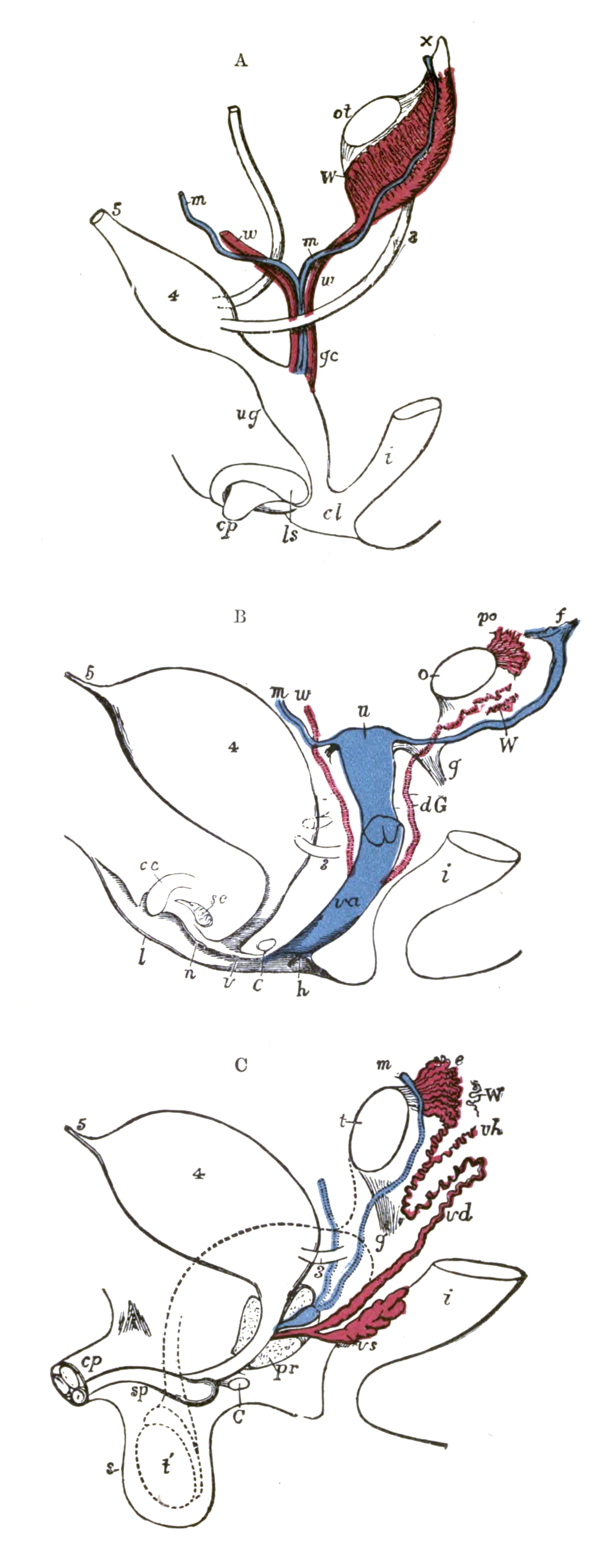
Os ductos de Müller (azul) desenvolvem-se nas mulheres (imagem central) e degeneram-se nos homens (abaixo).

O sistema reprodutivo feminino é composto basicamente de dois segmentos embriológicos: o seio urogenital e os condutos de Müller. Os dois unem-se para formar o tubérculo de Müller. Os ductos de Müller estão presentes nos embriões de ambos sexos, mas somente nas mulheres eles desenvolvem-se em órgãos reprodutivos. Nos homens, ocorre degeneração e o s ductos adjacentes( de Wolff ou mesonéfricos) convertem-se nos órgãos reprodutivos masculinos. As diferenças sexuais nas contribuições dos condutos de Müller aos órgãos reprodutivos está baseado na presença e nos níveis de hormônio antimülleriano durante a embriogênese.

## Regulação do desenvolvimento
O desenvolvimento dos condutos de Müller é controlado pela presença ou ausêncmjnia da "AMH" ou hormônio antimülleriano (também conhecido como "MIF" ( "fator ininibitório Mülleriano") ou "MIH" ( "hormônio inibitório Mülleriana"), por suas siglas em inglês).
| Embriogênese masculina | Os testículos em formação produzem AMH e, como resultado, o desenvolvimento de Müller estão inibidos. | As alterações podem levar à síndrome do ducto mülleriano persistente.                                                   | Os condutos desaparecem, exceto para o utrículo prostático e para a hidátide de Morgagni.            |
| Embriogênese feminina  | A ausência de AMH resulta no desenvolvimento dos órgãos reprodutivos femininos, como se indica acima. | As alterações no desenvolvimento podem desembocar em ausência uterina (Agenesia mulleriana) ou malformaciones uterinas. | Os condutos desenvolvem-se formando a parte superior da vagina, o cérvix, útero e as tubas uterinas. |

## Epônimo
Os ductos são nomeados em homenagem à Johannes Peter Müller, um fisiólogo que os descreveu no texto "Bildungsgeschichte der Genitalien" em 1830.